# Прапор Гренади
Прапор Гренади — один з офіційних символів Гренади. Офіційно затверджений 7 лютого 1974 року після проголошення незалежності від Великої Британії. Співвідношення сторін прапора 3:5.
Шість зірок на прапорі символізують шість адміністративних одиниць Гренади, а велика центральна зірка у червоному кругу — столицю Сент-Джорджес. На прапорі присутній мускатний горіх, культивація якого є основою економіки Гренади. Жовтий колір символізує сонце над Гренадою та добробут її громадян, зелений — сільське господарство, а червоний — гармонію, єдність та мужність.

## Історія прапора
| Роки                           | Прапор | Ввідношення сторін | Уряд                           | Примітки |
| ------------------------------ | ------ | ------------------ | ------------------------------ | -------- |
| 1875 – 1903                    |        |                    | Британська колоніальна Гренада |          |
| 1903 – 3 березня 1967          |        |                    | Британська колоніальна Гренада |          |
| 3 березня 1967 – 7 лютого 1974 |        |                    | Асоційована держава Гренада    |          |
| з 7 лютого 1974                |        |                    | Гренада                        |          |